# Conger macrocephalus
Conger macrocephalus är en fiskart som beskrevs av Kanazawa, 1958. Conger macrocephalus ingår i släktet Conger och familjen havsålar. Inga underarter finns listade i Catalogue of Life.